# Omkara
Omkara è un film indiano del 2006 diretto da Vishal Bhardwaj.
Si tratta di un adattamento dell'opera teatrale Otello di William Shakespeare (1604).

## Premi
- Asian Festival of First Films
  - 2006: "Best Cinematography" (Tassaduq Hussain)
- Bollywood Movie Awards
  - 2007: "Best Supporting Actor" (Vivek Oberoi), "Best Villain" (Saif Ali Khan)
- Cairo International Film Festival
  - 2006: "Best Artistic Contribution in Cinema of a Director" (Vishal Bhardwaj)
- Filmfare Awards
  - 2007: "Best Production Design" (Samir Chanda), "Best Costume Design" (Dolly Ahluwalia), "Best Performance in a Negative Role" (Saif Ali Khan), "Critics Award for Best Actress" (Kareena Kapoor Khan), "Best Supporting Actress" (Konkona Sen Sharma), "Special Jury Recognition" (Deepak Dobriyal), "Best Female Playback Singer" (Sunidhi Chauhan), "Best Choreography" (Ganesh Acharya), "Best Sound Design" (Shajith Koyeri, K.J. Singh, Subash Sahu)
- Global Indian Film Awards
  - 2006: "Best Cinematography" (Tassaduq Hussain), "Best Villain" (Saif Ali Khan), "Best Choreography" (Ganesh Acharya)
- International Indian Film Academy Awards
  - 2007: "Best Performance in a Negative Role" (Saif Ali Khan), "Best Female Playback Singer" (Sunidhi Chauhan), "Best Choreography" (Ganesh Acharya), "Special Award for Best Adaptation" (Vishal Bhardwaj)
- Kara Film Festival
  - 2006: "Best Adapted Screenplay" (Vishal Bhardwaj, Abhishek Chaubey, Robin Bhatt), "Best Actor" (Saif Ali Khan), "Best Music" (Vishal Bhardwaj)
- National Film Awards
  - 2008: "Best Supporting Actress" (Konkona Sen Sharma), "Best Audiography" (Shajith Koyeri, Subhash Sahoo, K. J. Singh), "Special Jury Award" (Vishal Bhardwaj)
- Screen Awards
  - 2007: "Best Music Director" (Vishal Bhardwaj), "Best Actress" (Kareena Kapoor), "Best Actor in a Negative Role" (Saif Ali Khan), "Best Lyricist" (Gulzar), "Best Female Playback Singer" (Sunidhi Chauhan)
- Stardust Awards
  - 2007: "Hottest Movie of the Year", "Editor's Choice Best Director" (Vishal Bhardwaj), "Best Actor in a Negative Role" (Saif Ali Khan), "Editor's Choice Best Performance of the Year" (Kareena Kapoor), "New Musical Sensation – Female" (Rekha Bhardwaj)
- Zee Cine Awards
  - 2007: "Best Actor in a Supporting Role – Female" (Konkona Sen Sharma), "Best Performance in a Negative Role" (Saif Ali Khan), "Best Choreography" (Ganesh Acharya), "Best Track of the Year" (Beedi), "Best Song Recording" (Salman Afridi)